# 文华路站 (北京市)
文华路站位于中国北京市昌平区龙泽园街道回龙观西大街、回龙观东大街与文华路交叉口西侧，是北京地铁18号线的地铁车站。

## 历史
2023年9月26日，文华路站主体结构封顶。
2025年3月20日，北京市规划和自然资源委员会公布13号线扩能提升工程命名预案，拟将本站命名为文华路站。
2025年8月18日，北京市规划和自然资源委员会发布地名公告，将本站正式命名为文华路站。

## 出入口
文华路站计划设4个出入口，全部位于回龙观西大街、回龙观东大街与文华路交叉口西侧。本站早期曾规划位于该交叉口东侧的B2、C2出入口，但目前均已取消。